# De eindafrekening 2013
De eindafrekening 2013 is de lijst van nummers die het tijdens het jaar 2013 het best hebben gedaan in de Afrekening, de wekelijkse lijst van Studio Brussel. De eindafrekening 2013 werd op 14 december 2013 gepresenteerd door Roos Van Acker en Nelles De Caluwé op Studio Brussel.
| Positie | Artiest                 | Titel                                   |
| ------- | ----------------------- | --------------------------------------- |
| 1       | Bastille                | Pompeii                                 |
| 2       | Editors                 | A Ton of Love                           |
| 3       | The Van Jets            | Broken Bones                            |
| 4       | Tom Odell               | Another Love                            |
| 5       | Kings of Leon           | Supersoaker                             |
| 6       | Compact Disk Dummies    | The Reeling                             |
| 7       | Placebo                 | Too Many Friends                        |
| 8       | Ben Howard              | Keep Your Head Up                       |
| 9       | Absynthe Minded         | End of the Line                         |
| 10      | Soldier's Heart         | African Fire                            |
| 11      | Balthazar               | Do Not Claim Them Anymore               |
| 12      | Daft Punk               | Get Lucky                               |
| 13      | Arctic Monkeys          | Why'd You Only Call Me When You're High |
| 14      | Muse                    | Panic Station                           |
| 15      | Bastille                | Laura Palmer                            |
| 16      | Arctic Monkeys          | Do I Wanna Know?                        |
| 17      | Queens of the Stone Age | I Sat by the Ocean                      |
| 18      | DAAN                    | Everglades                              |
| 19      | Stromae                 | Formidable                              |
| 20      | Pearl Jam               | Sirens                                  |
| 21      | DAAN                    | La Crise                                |
| 22      | Balthazar               | Sinking Ship                            |
| 23      | The National            | Don't Swallow The Cap                   |
| 24      | Green Day               | Stray Heart                             |
| 25      | Editors                 | Formaldehyde                            |
| 26      | Queens of the Stone Age | My God is the Sun                       |
| 27      | SX                      | Graffiti                                |
| 28      | Rammstein               | Mein Herz Brennt                        |
| 29      | Foals                   | My Number                               |
| 30      | Vampire Weekend         | Unbelievers                             |
| 31      | Muse                    | Follow Me                               |
| 32      | Jake Bugg               | Seen It All                             |
| 33      | Babyshambles            | Nothing Comes To Nothing                |
| 34      | Compact Disk Dummies    | What You Want                           |
| 35      | Mumford & Sons          | Lover of the Light                      |
| 36      | Franz Ferdinand         | Love Illumination                       |
| 37      | Trixie Whitley          | Need Your Love                          |
| 38      | Eels                    | New Alphabet                            |
| 39      | The Vaccines            | I Always Knew                           |
| 40      | Hooverphonic            | Amalfi                                  |

1985 · 1986 · 1987 · 1988 · 1989 · 1990 · 1991 · 1992 · 1993 · 1994 · 1995 · 1996 · 1997 · 1998 · 1999 · 2000 · 2001 · 2002 · 2003 · 2004 · 2005 · 2006 · 2007 · 2008 · 2009 · 2010 · 2011 · 2012 · 2013 · 2014